# Brachiaria grossa
Brachiaria grossa är en gräsart som beskrevs av Otto Stapf. Brachiaria grossa ingår i släktet Brachiaria och familjen gräs. Inga underarter finns listade i Catalogue of Life.